# Gomsiqja (Puka)
Gomsiqja falu Albánia északnyugati részén, Puka városától légvonalban 11, közúton 26 kilométerre délnyugati irányban, a Puka–Mirditai-hegyvidék nyugati részén, a Gomsiqja-patak (Përroi i Gomsiqes) völgyében. Shkodra megyén belül Puka községhez tartozik, azon belül pedig Qerret alközség egyik települése.
A római katolikus felekezetű falu nevezetessége, hogy a 19–20. század fordulóján két, az albán művelődés történetében fontos szerepet játszó ferences szerzetes, az 1890-es évek közepétől néhány évig előbb Gjergj Fishta, majd 1907-től 1915-ig Shtjefën Gjeçovi volt a plébánosa.